# Surrey Grass Court Championships 1972
Il Surrey Grass Court Championships 1972 è stato un torneo di tennis giocato sulla terra rossa. È stata la 18ª edizione del Surrey Grass Court Championships, che fa dei Tornei di tennis femminili indipendenti nel 1972. Si è giocato a Guildford in Gran Bretagna dal 15 al 21 maggio 1972.

## Campionesse

### Singolare
Joyce Barclay-Williams-Hume ha battuto in finale  Patti Hogan con il punteggio di 6–4, 6–3

### Doppio
Evonne Goolagong /  Helen Gourlay hanno battuto in finale  Kristien Kemmer /  Joyce Barclay con il punteggio di 6–2, 6–1